# Cruz del Sur Music
Cruz del Sur Music (span. Kreuz des Südens) ist eine italienische Plattenfirma mit Sitz in Rom. Sie wurde im Jahr 2003 gegründet und hat sich hauptsächlich auf Veröffentlichungen US-amerikanischer Bands aus den Subgenres Heavy Metal und Doom Metal spezialisiert.
Die Veröffentlichungen des Labels sind meist als CD, Schallplatte sowie Download verfügbar.

## Veröffentlichungen (Auswahl)
- 2003: Hammers of Misfortune · The August Engine
- 2003: Pharaoh · After the Fire
- 2005: Slough Feg · Atavism
- 2006: Crescent Shield · The Last of My Kind
- 2006: Hammers of Misfortune · The Locust Years
- 2006: Pharaoh · The Longest Night
- 2007: Ignitor · Road of Bones
- 2007: Slough Feg · Hardworlder
- 2008: Pharaoh · Be Gone
- 2009: Crescent Shield · The Stars of Never Seen
- 2009: High Spirits · High Spirits (Demo-Kompilation)
- 2009: Ignitor · The Spider Queen
- 2009: Slough Feg · Ape Uprising!
- 2009: While Heaven Wept · Vast Oceans Lachrymose
- 2010: Atlantean Kodex · The Golden Bough
- 2010: While Heaven Wept · Triumph : Tragedy : Transcendence – Live at the Hammer of Doom Festival (DVD)
- 2011: Argus · Boldly Stride the Doomed
- 2011: Argus · Live at Hammer of Doom V (DVD)
- 2011: Dark Forest · Dawn of Infinity
- 2011: Pharaoh · Ten Years (EP)
- 2011: Twisted Tower Dire · Make It Dark
- 2012: Pharaoh · Bury the Light
- 2017 Arduini/Balich · Dawn of Ages
- 2020: Stygian Crown · Stygian Crown
- 2020: Death the Leveller · II